# Гоян Влад Іванович
Влад Іванович Гоян (рум. Vlad Goian; нар. 14 листопада 1970, Кишинів, Молдавська РСР) — молдовський футболіст та тренер, виступав на позиції захисника та півзахисника.
Має ліцензію менеджера УЄФА PRO.

## Кар'єра гравця
Вихованець кишинівського «Зімбру», у футболці якого 1991 року й розпочав дорослу футбольну кар'єру. У 1992 році перейшов до «Олімпії» (Бєльці). Потім виступав у клубах «Сперанца» (Ніспорени), «Кодру» (Каралаш), «Ністру» (Атаки), МХМ-93 (Кишинів), «Молдова-Газ» (Кишинів) та «Агро» (Кишинів). Футбольну кар'єру завершив 2000 року у футболці «Енергетик» (Дубоссари).

## Кар'єра тренера
Після завершення кар'єри гравця зайнявся тренерською роботою. У 2008 році очолив рибницький футбольний клуб «Іскра-Сталь», з яким 2009 року виборов бронзові медалі чемпіонату Молдови, а в сезоні 2009/10 — срібні медалі. З 2011 року працював на посаді головного тренера ФК «Тирасполь». У чемпіонаті Молдови 2012/13 завоював бронзові медалі і цього ж року з клубом завоював Кубок Молдови. 16 травня 2014 року, за тур до кінця чемпіонату 2013/14, підопічні Влада Гояна посіли друге місце. 12 грудня стало відомо, що за взаємною згодою Влад пішов з посади головного тренера «Тирасполя». 29 травня 2015 року призначений головним тренером молдовського клубу «Саксан», контракт розрахований на один рік. У вересні залишив команду, розірвання контракту відбулося за взаємною згодою сторін. 26 жовтня очолив інший клуб «Академія-УТМ». 10 червня 2016 року стало відомо, що Гоян очолив футбольний клуб «Заря» із міста Бєльці, а 26 серпня 2017 року пішов з команди. Однак у березні 2018 року знову очолив клуб, але у жовтні цього ж року звільнений з посади головного тренера бєльцької команди.
У вересні 2019 року стало відомо, що Влад Гоян очолив вірменський клуб «Єреван», але встиг опрацювати лише три тури і на початку жовтня залишив команду, а новим головним тренером столичного вірменського клубу став Антоніу Калдаш.
10 червня 2020 року представлений новим головним тренером кишинівського «Зімбру».
16 жовтня 2020 року залишив посаду головного тренера, щоб стати технічним директором академії вище вказаного клубу.
17 лютого 2021 року повернувся на посаду головного тренера клубу. У листопаді 2021 року його на вище вказаній посаді замінив італійський тренер Мікеле Бон, де Влад став його помічником. У червні 2022 року, після звільнення Бона, повернувся на посаду головного тренера клубу до 30 серпня 2022 року, після чого пішов у відставку.

## Досягнення

### Як тренера
«Іскра-Сталь» (Рибниця)
- Національний дивізіон Молдови
  -  Срібний призер (1): 2009/10
  -  Бронзовий призер (1): 2008/09

«Тирасполь»
- Національний дивізіон Молдови
  -  Бронзовий призер (1): 2012/13

- Кубок Молдови
  -  Володар (2): 2010/11, 2012/13

- Суперкубок Молдови
  -  Фіналіст (1): 2013

### Індивідуальні
- Тренер року в Молдові: 2008[19], 2010[20], 2012[21]